# Кольонія-Келчевиці-Дольні
Кольонія-Келчевиці-Дольні (пол. Kolonia Kiełczewice Dolne) — село в Польщі, у гміні Стшижевиці Люблінського повіту Люблінського воєводства.
Населення — 291 особа (2011).
У 1975-1998 роках село належало до Люблінського воєводства.

## Демографія
Демографічна структура станом на 31 березня 2011 року:
|          | Загалом | Допрацездатний вік | Працездатний вік | Постпрацездатний вік |
| -------- | ------- | ------------------ | ---------------- | -------------------- |
| Чоловіки | 147     | 37                 | 90               | 20                   |
| Жінки    | 144     | 29                 | 78               | 37                   |
| Разом    | 291     | 66                 | 168              | 57                   |